# Earl Hooker
Earl Zebedee Hooker (* 15. Januar 1929 oder 1930 in Clarksdale, Mississippi; † 21. April 1970 in Chicago, Illinois) war ein US-amerikanischer Bluesmusiker und ein Cousin der Blues-Legende John Lee Hooker. Mit 10 begann er Gitarre zu spielen und ging 1941 in Chicago in die Lyon and Healy School of Music. Mitte der 40er nahm er bei Robert Nighthawk Gitarrenunterricht.
Im Oktober 1969 kam Earl Hooker im Rahmen einer Tour mit dem American Folk Blues Festival nach Europa. Jedoch schien diese Tournee ihn körperlich überanstrengt zu haben, da Hooker nach einigen Auftritten im November und Dezember 1969 in Chicago ins Krankenhaus eingeliefert wurde, wo er dann aufgrund von Komplikationen seiner Tuberkuloseerkrankung starb. Er ist in Chicago begraben.

## Diskografie
- The Genius of Earl Hooker – Cuca (1967)
- Two Bugs and a Roach – Arhoolie (1969)
- Don’t Have to Worry – Bluesway (1969)
- Sweet Black Angel – Blue Thumb (1969)
- Hooker N’ Steve – Arhoolie (1970)
- Funk. Last of the Great Earl Hooker – Blues on Blues (1972)
- His First and Last Recordings – Arhoolie (1972)
- There’s a Fungus Amung Us – Red Lightnin’ (1972)
- Do You Remember the Great Earl Hooker – BluesWay (1973)
- Leading Brand – Red Lightnin’ (1978)
- Blue Guitar – P-Vine (1981)
- Play Your Guitar Mr. Hooker! – Black Top Records (1985)
- Calling All Blues – Charly (1986)
- Smooth Slidin’ – CLP (1998)
- The Moon Is Rising – Arhoolie (1998)
- Chicago Blues Guitar Genius – P-Vine (1998)
- Simply the Best: Earl Hooker Collection – MCA (1999)
- An Introduction to Earl Hooker – True North (2006)
- Rockin’ Wild · 1952–1963 Recordings – Soul Jam (2020)